# La Chaise-Dieu
La Chaise-Dieu é uma comuna francesa na região administrativa de Auvérnia-Ródano-Alpes, no departamento de Alto Loire. Estende-se por uma área de 13,65 km². Em 2010 a comuna tinha 654 habitantes (densidade: 47,9 hab./km²).